# Praça de Toiros dos Califas
A Praça de Toiros dos Califas é a Praça de Toiros da cidade de Córdova (Espanha). Tem uma lotação de 14.000 lugares e foi inaugurada em 9 de Maio de 1965. Está classificada como Praça de 1ª Categoria.
O nome Califas foi dado à Praça em honra dos cinco grandes matadores da província de Córdoba: Lagartijo, Guerrita, Machaquito, Manolete y El Cordobés. Este último foi nomeado quinto Califa em 2002.